# 吉爾斯巴赫河
50°45′51.6″N 8°3′18″E / 50.764333°N 8.05500°E

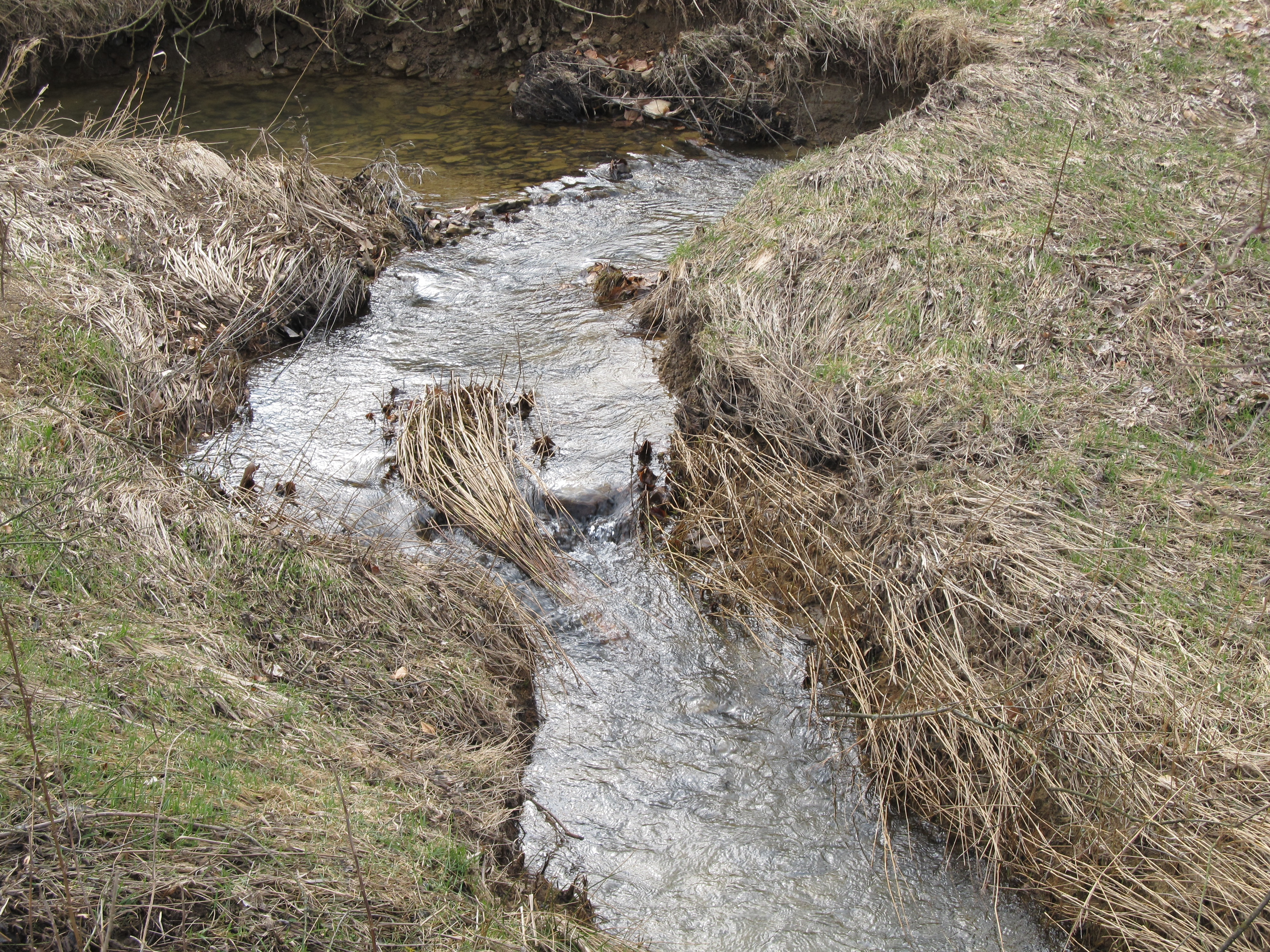

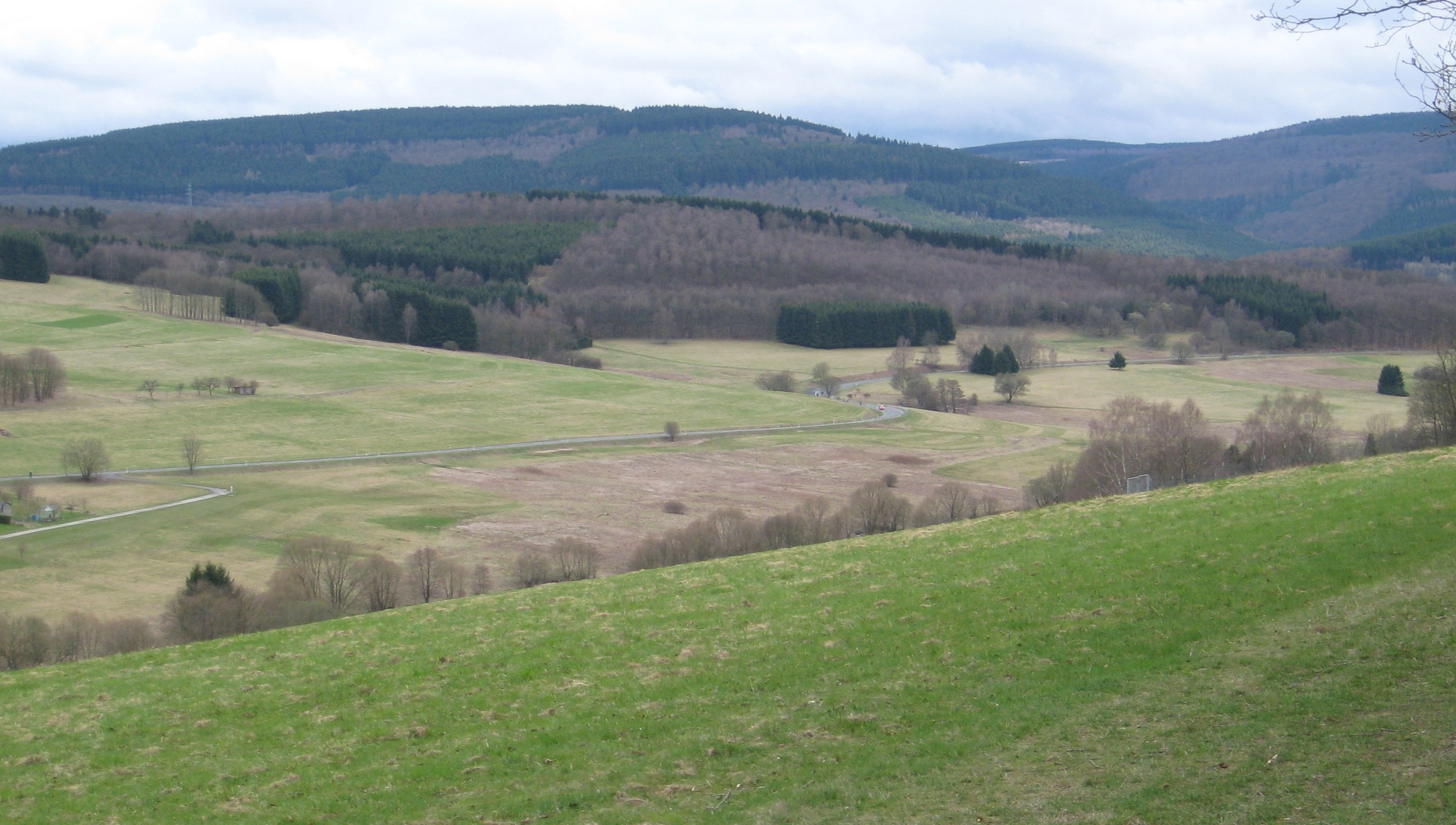

吉爾斯巴赫河（德語：Gilsbach），是德國的河流，位於該國西部，流經北萊茵-威斯特法倫州，屬於黑勒河的支流，河道全長4.3公里，流域面積7.3平方公里。